# Matucana tuberculata
Matucana tuberculata ist eine Pflanzenart in der Gattung Matucana aus der Familie der Kakteengewächse (Cactaceae). Das Artepitheton tuberculata stammt aus dem Lateinischen, bedeutet ‚gehöckert‘ und verweist auf die gehöckerten Rippen der Triebe.

## Beschreibung
Matucana tuberculata wächst mit meist von der Basis aus oder darüber verzweigenden, kugelförmigen bis eiförmigen, leuchtend grünen Trieben und erreicht bei Durchmessern von 4 bis 7 Zentimetern Wuchshöhen von bis zu 10 Zentimeter. Es sind 14 bis 18 breite gerade oder etwas verdrehte Rippen vorhanden, die in konische Höcker gegliedert sind. Die geraden Dornen sind weiß bis gelb. Die ein bis vier Mitteldornen besitzen eine dunklere Spitze und sind 1 bis 2 Zentimeter lang. Die acht bis zwölf Randdornen erreichen eine Länge von 0,5 bis 1 Zentimeter.
Die geraden bis gebogenen, orangeroten Blüten sind 5 bis 5,5 Zentimeter lang und weisen einen Durchmesser von 3,5 bis 4 Zentimeter auf. Ihre Blütenhüllblätter sind violett gerandet. Die kugelförmigen, rötlich braunen oder grünen Früchte erreichen einen Durchmesser von bis zu 6 Millimeter.

## Verbreitung, Systematik und Gefährdung
Matucana tuberculata ist in der peruanischen Region La Libertad im Tal des Río Marañón in Höhenlagen von 1800 bis 2400 Metern verbreitet.
Die Erstbeschreibung als Borzicactus tuberculatus erfolgte 1979 durch John Donald Donald. Rob Bregman und seine Mitautoren stellten die Art 1987 in die Gattung Matucana.
In der Roten Liste gefährdeter Arten der IUCN wird die Art als „Endangered (EN)“, d. h. als stark gefährdet geführt.

## Nachweise